# Place Maubert
La place Maubert, surnommée La Maube,,,, est une place située dans les quartiers de la Sorbonne et Saint-Victor du 5e arrondissement de Paris.

## Situation et accès
Au XIXe siècle, cette place qui commençait rues de la Bûcherie et des Grands-Degrés et finissait rues de Bièvre et des Noyers, était située dans l'ancien 12e arrondissement de Paris.
Les numéros de la rue étaient noirs. Le dernier numéro impair était le no 51 et le dernier numéro pair était le no 46.

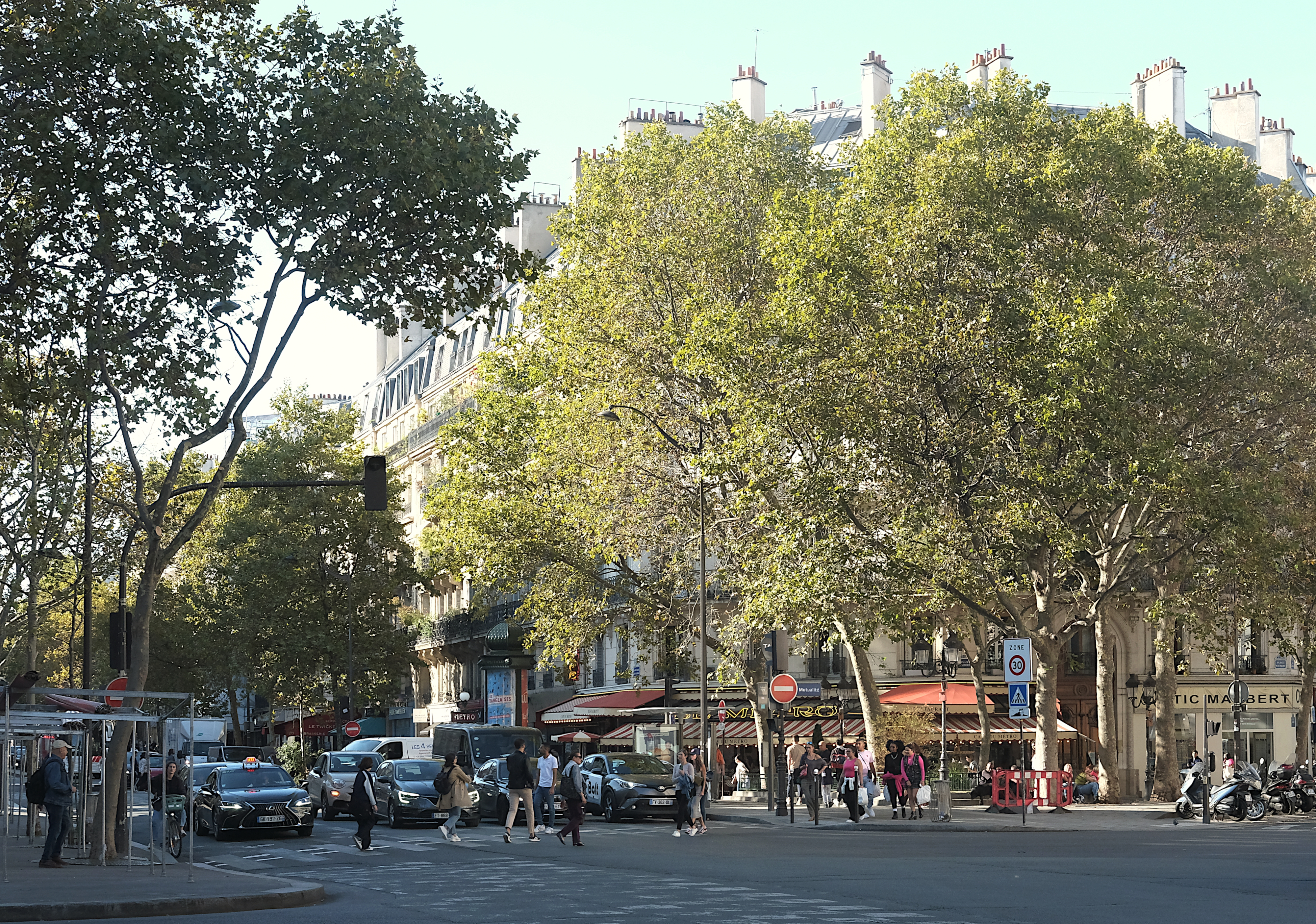
Place Maubert.
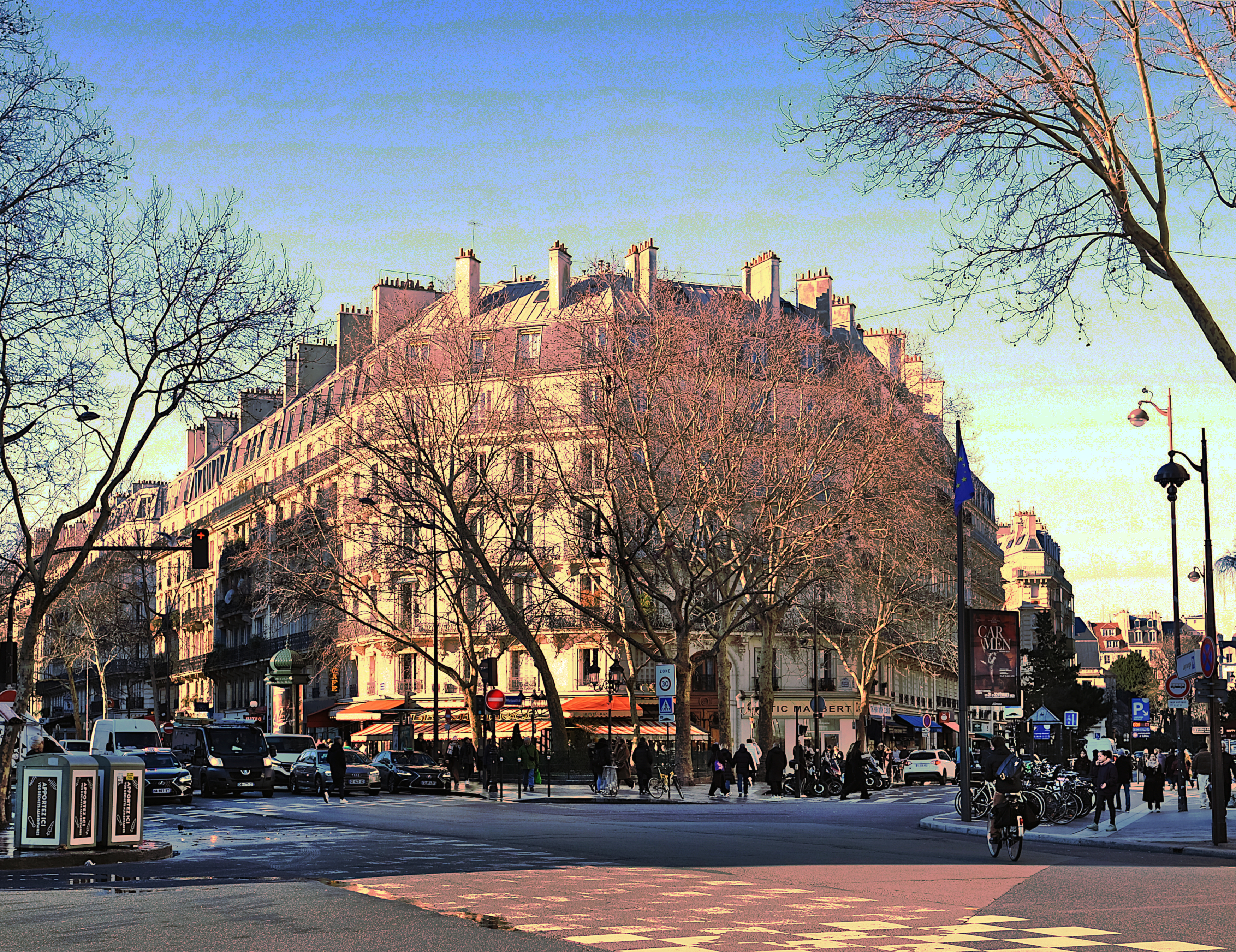
Place Maubert en hiver.

La place est accessible par la ligne de métro 10 à la station Maubert - Mutualité.

## Origine du nom
Le nom de la place provient dès sa création d'une déformation soit du nom d'Aubert, second abbé de Sainte-Geneviève qui créa les étals de bouchers sur ce site au XIIe siècle car ils étaient dans sa censive, soit de Maître Albert.

## Historique

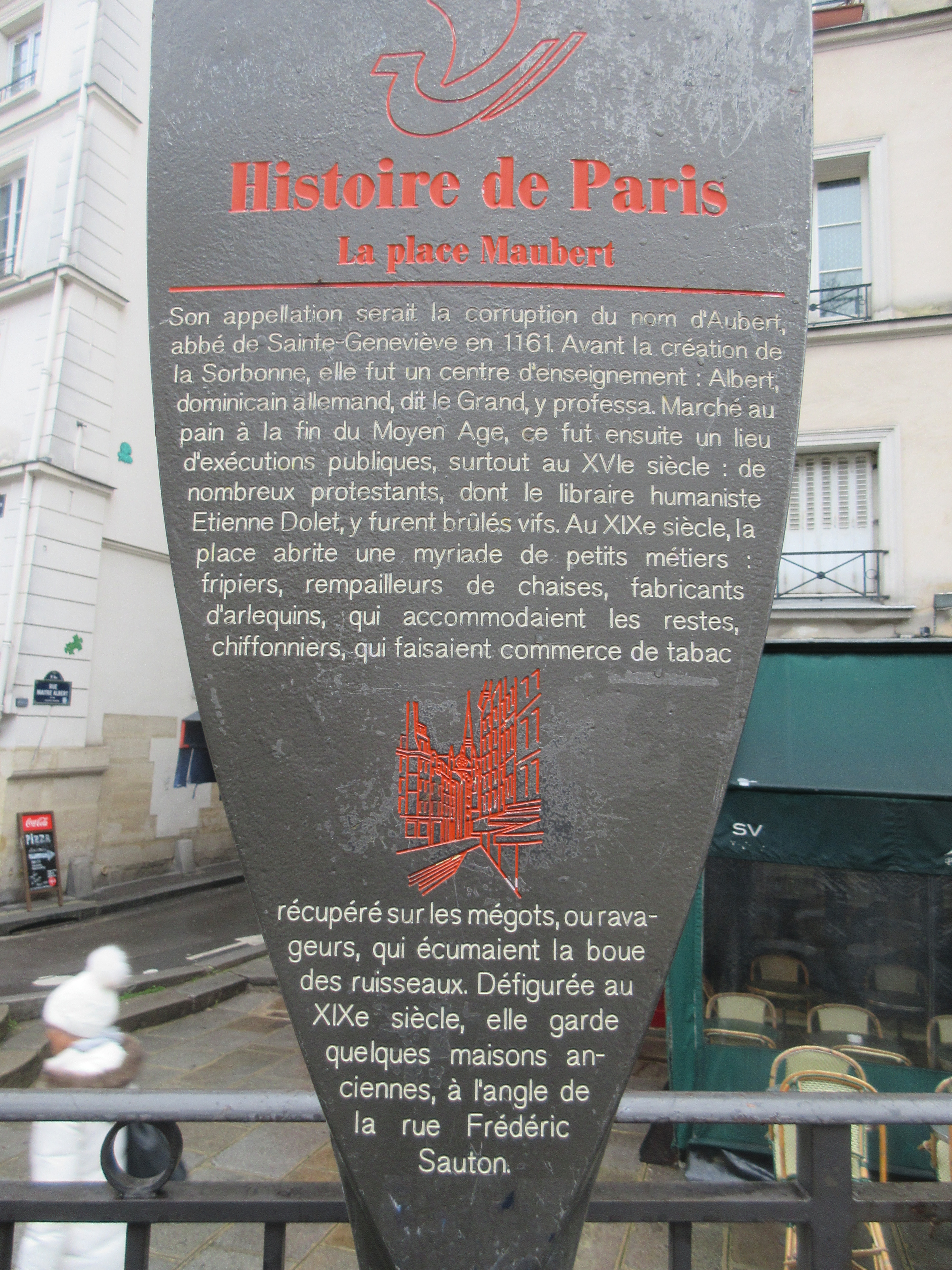
Panneau Histoire de Paris.

La place est créée au début du XIIIe siècle avec l'édification de maisons en 1210.
Elle est citée dans Le Dit des rues de Paris de Guillot de Paris sous la forme « place Maubert ».
Malgré plusieurs ordonnances rendues, en particulier de 1348 à 1350, les voituriers vidaient leurs tombereaux à l'intérieur de la ville, au milieu des places un peu vastes au lieu de conduire les ordures dans les champs.
Ainsi, à la fin du XIVe siècle, la place Maubert était tellement encombrée d'ordures et infectée, que les marchands des Halles cessèrent d'y venir, chassés par la puanteur. Plusieurs maisons devinrent inhabitées et dans d'autres régnaient des maladies pestilentielles. En 1389, la place fut déblayée. En 1392, une ordonnance interdira, sous peine d'une amende de 40 sous, de porter sur la place de Grève, pendant la nuit et d'y amasser « les fientes des latrines et les boues des égouts ».

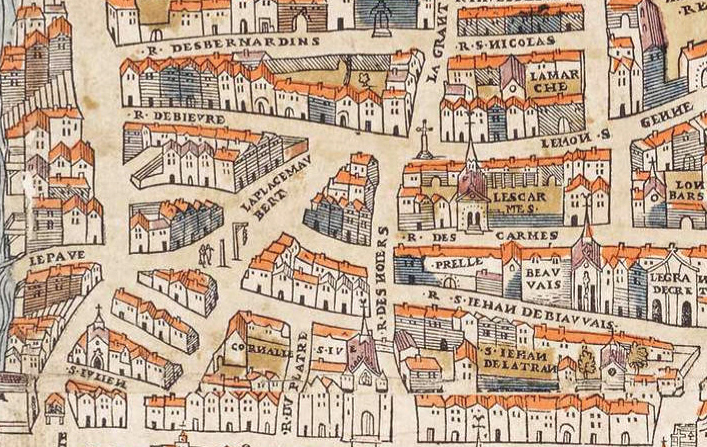
La place Maubert (LAPLACEMAVBERT), avec sa potence et un pendu, sur le plan de Truschet et Hoyau (1550).

La place est citée sous le nom de « rue Pavée » dans un manuscrit de 1636.

À partir du XVe siècle la place devint un lieu d'exécution principalement durant le règne de François Ier. On y trouvait par alternance :
- des fourches patibulaires ;
- la potence ;
- la roue ;
- le bûcher.

La place fut un lieu de sainteté[réf. nécessaire] étant donné le nombre important de protestants qui y furent suppliciés (voir la liste des suppliciés connus ci-dessous). Les atrocités commises sur cette place finirent par émouvoir le pape Paul III qui écrivit à François Ier en juin 1535 :

« Adverty de l'exécrable et horrible justice que le roy François Ier faisoit en son royaume sur les luthériens, Paul III luy manda qu'il pensoit bien qu'il le fist en bonne part, néanmoins que Dieu, le créateur, a usé de plus de miséricorde que de rigoureuse justice, et que c'était une cruelle mort de faire brusler vif un homme ; donc, le requéroit de vouloir apaiser sa fureur et rigueur de justice, en leur faisant grâce et pardon,. »

Le plan de Paris de 1609 montre la place Maubert avec 2 potences. On pendait encore sur cette place au milieu du XVIIIe siècle puisqu'en juin 1752, un voleur, François Masson, y fut pendu et brûlé,.

« Aujourd'hui, lundi 12 juin 1752, on a pendu et brûlé ensuite le nommé François Masson, pour un vol fait, il y a un an, la nuit, dans l'église des Bernardins, des vases sacrés et des ornements. Ce vol a été fait par l'intérieur de la maison et d'une manière extrêmement difficile; cela fit grand bruit dans le temps. Ce François Masson était brocanteur, homme de trente à trente-cinq ans, mauvais sujet, fils d'un horloger du quartier. François Masson n'a, dit-on, rien avoué à la question ordinaire et extraordinaire. Il n'a pas voulu demander pardon à son amende honorable devant l'église de Notre-Dame il s'est toujours prétendu innocent. Si cela est, cela serait avantageux à son cousin et à un autre complice nommé Hérisset, qui avait été sacristain des Bernardins ci-devant, et en avait été chassé. Hérisset avait épousé une brodeuse, et s'est fait recevoir brodeur depuis sa sortie des prisons. Il a présenté une requête au Châtelet pour avoir permission de faire publier et afficher le jugement par lequel il a été déchargé de l'accusation, pour rendre publique sa justification. Cela a été affiché partout Paris, au jugement desquels il a été sursis. Cette exécution s'est faite dans la place Maubert. Il faisait une pluie considérable, et les ruisseaux tenaient toute la rue. Malgré cela, il y avait un concours de peuple prodigieux. Il n'a rien déclaré à la potence. On dit que le lendemain, l'autre Masson, Hérisset et encore d'autres sont sortis des prisons. On n'a jugé François Masson que sur ce qu'il avait acheté des étoffes et quelques ornements sans savoir on avoir voulu dire de qui. Cela est léger, surtout par rapport à un brocanteur. Il serait triste qu'il eût été innocent. La maison des Bernardins est un collége rempli souvent de grands égrillards. »

En 1674, une fontaine fut élevée au milieu de la place ainsi qu'un corps de garde qui fut brûlé par les émeutiers en février 1848.
Au XIXe siècle, la place abrite une multitude de petits métiers : fripiers, rempailleurs de chaises, fabricants d'arlequins qui accommodaient les restes, chiffonniers, mégotiers qui faisaient le commerce du tabac récupéré sur les mégots, ou ravageurs qui écumaient la boue des ruisseaux.
En 1806 la « rue Pavée de la Place-Maubert » ou « rue du Pavé de la Place-Maubert », qui commençait rue de la Bûcherie et finissait rue Galande fut annexée à la place Maubert. Elle avait porté au XIVe siècle le nom de « rue Saint-Bernard » et en dernier lieu celui de « rue des Grands-Degrés » à cause des marches conduisant à la Seine.

### Étienne Dolet, martyr de la libre pensée
Le 12 mai 1588, c'est sur cette place qu'est érigée la toute première barricade des Ligueurs soutenant le duc de Guise lors de la journée des barricades.
Elle est aussi un ancien lieu d'exécutions publiques des imprimeurs au XVIe siècle dans Paris, notamment celle d'Étienne Dolet, torturé, pendu et brûlé sur cette place avec ses livres le 3 août 1546. Une statue en bronze réalisée par Ernest Guilbert lui est élevée par le conseil municipal de Paris, et inaugurée par Émile Chautemps le 19 juin 1889 devant une foule de 6 000 personnes. Sur son socle est inscrit : « Ce monument a été érigé à Étienne Dolet, victime de l'intolérance religieuse et de la royauté ». Représentative de la statuaire de la IIIe République, qui exalte par ce biais artistique des figures de l'histoire nationale, elle devient aussi un symbole de la libre pensée et de la laïcité ; d'importantes manifestations ont lieu à ses abords dans les années 1890 et 1900, chaque premier dimanche d'août. Mais les autorités religieuses ripostent et proposent en 1904 d'installer une statue de Michel Servet, théologien brûlé vif par les protestants en 1553, juste en face de celle d'Étienne Dolet. Elle est finalement placée en bordure de la rue Mouton-Duvernet, puis dans le square de l'Aspirant-Dunand (14e arrondissement).
La statue d’Étienne Dolet fut enlevée puis fondue par les autorités françaises en 1942 sous le prétexte de réclamation du métal par les Allemands et jamais remplacée malgré certaines tentatives malheureuses, (notamment celle de Robert Couturier en 1949). Un réaménagement de la place en 1980 conduit au retrait du piédestal, dégradé et fissuré ; des employés de maisons d'édition parisiennes se rassemblèrent alors pour y déposer une gerbe de fleur.

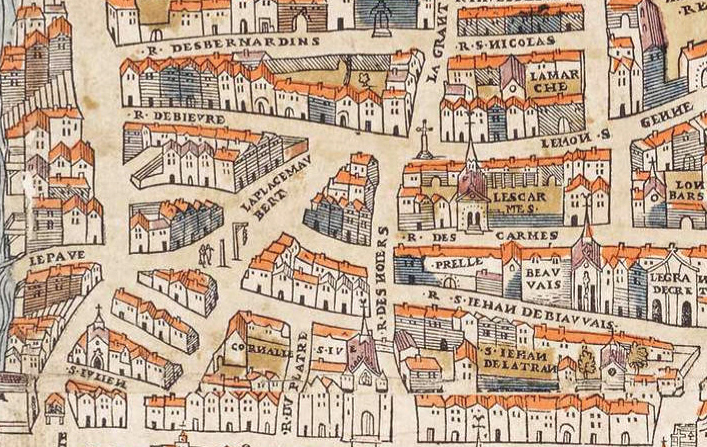
La place Maubert et les rues avoisinantes vers 1550 sur le plan de Truschet et Hoyau.
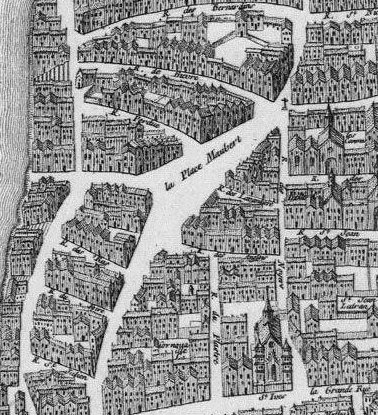
La place Maubert sur le plan de Saint-Victor de 1550.
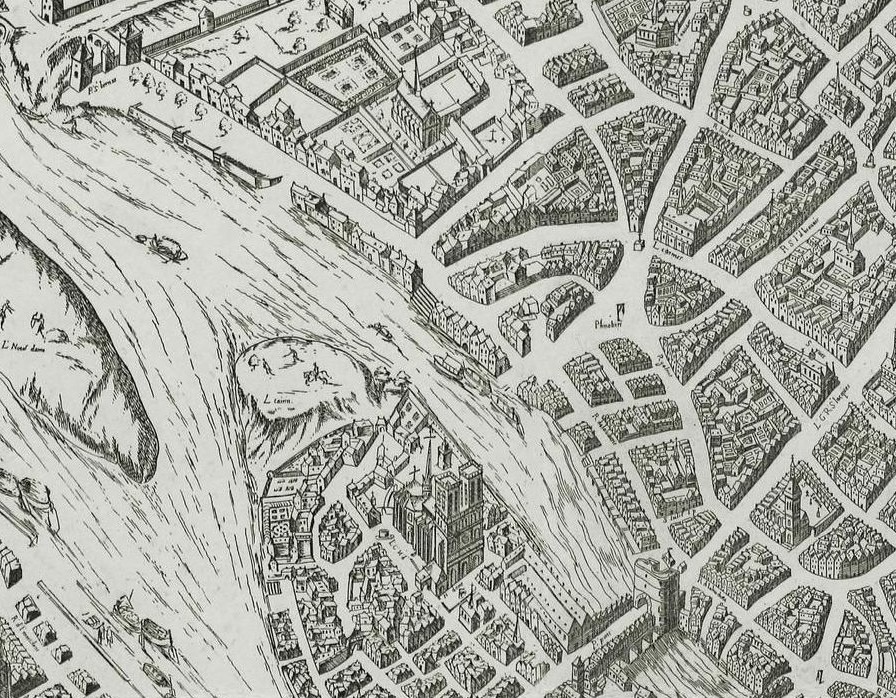
La place Maubert à Paris sur le plan de Quesnel de 1609.
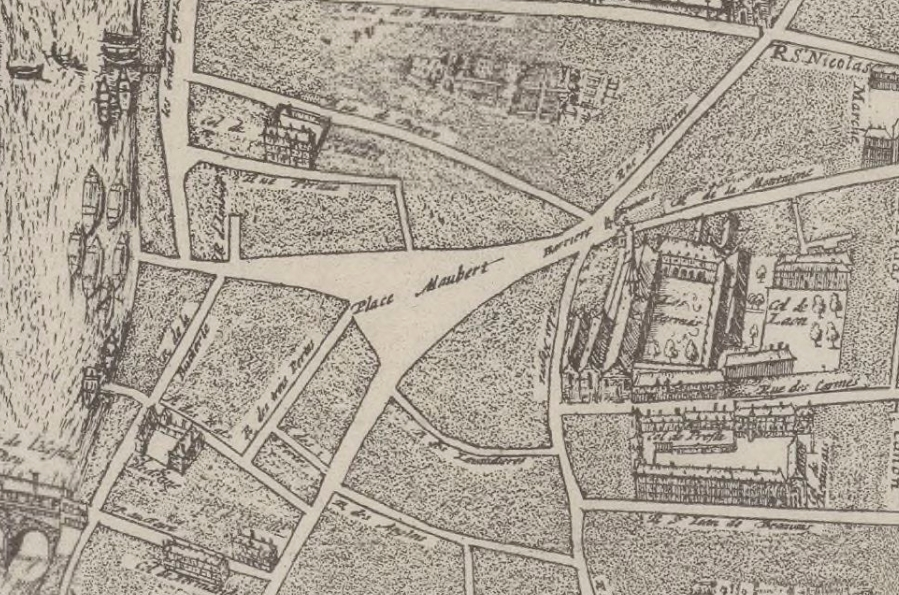
La place Maubert sur le plan de Gomboust de 1652.
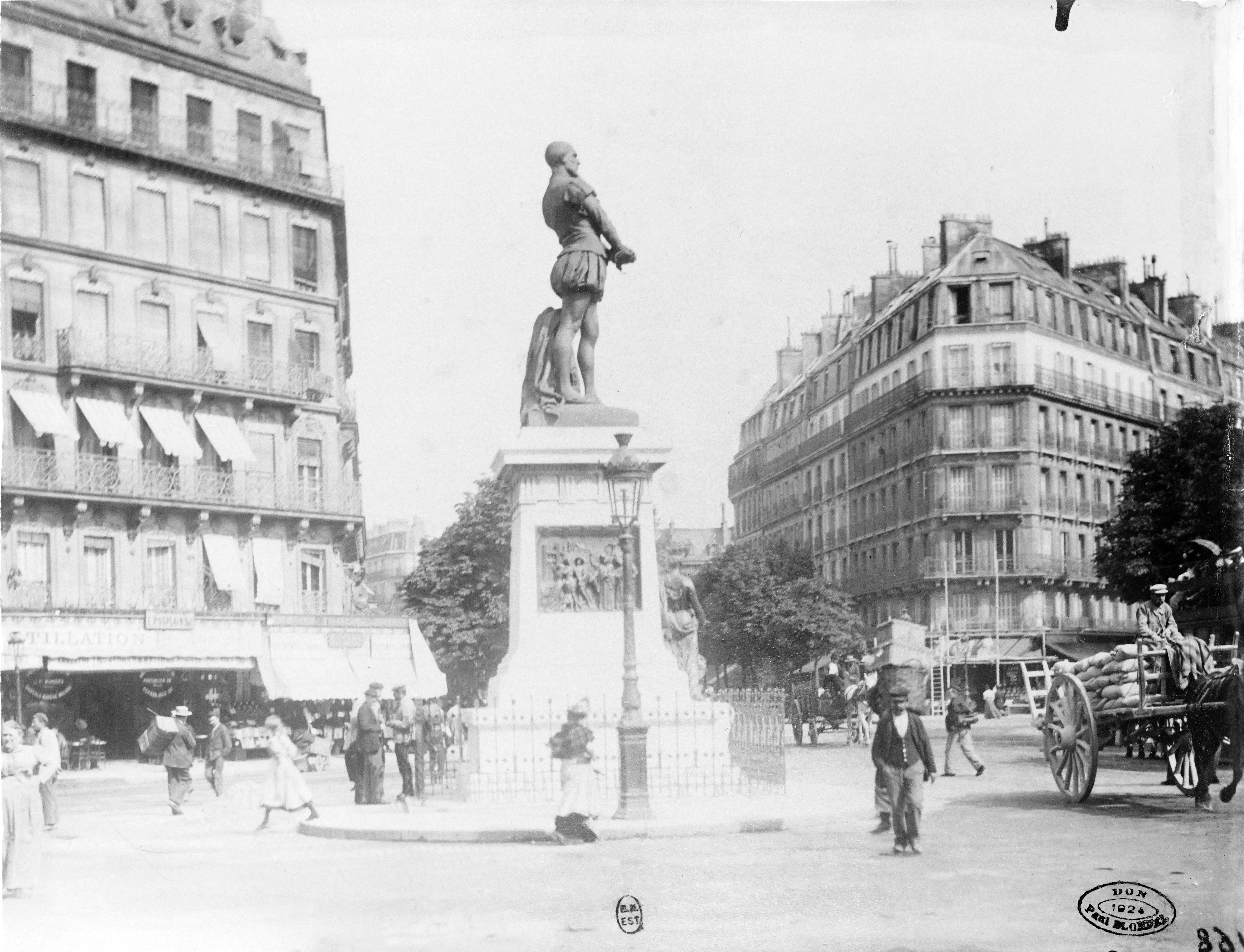
La statue d'Étienne Dolet (1509-1546) sur l'emplacement de la place Maubert, photographie prise en 1899 par Eugène Atget.
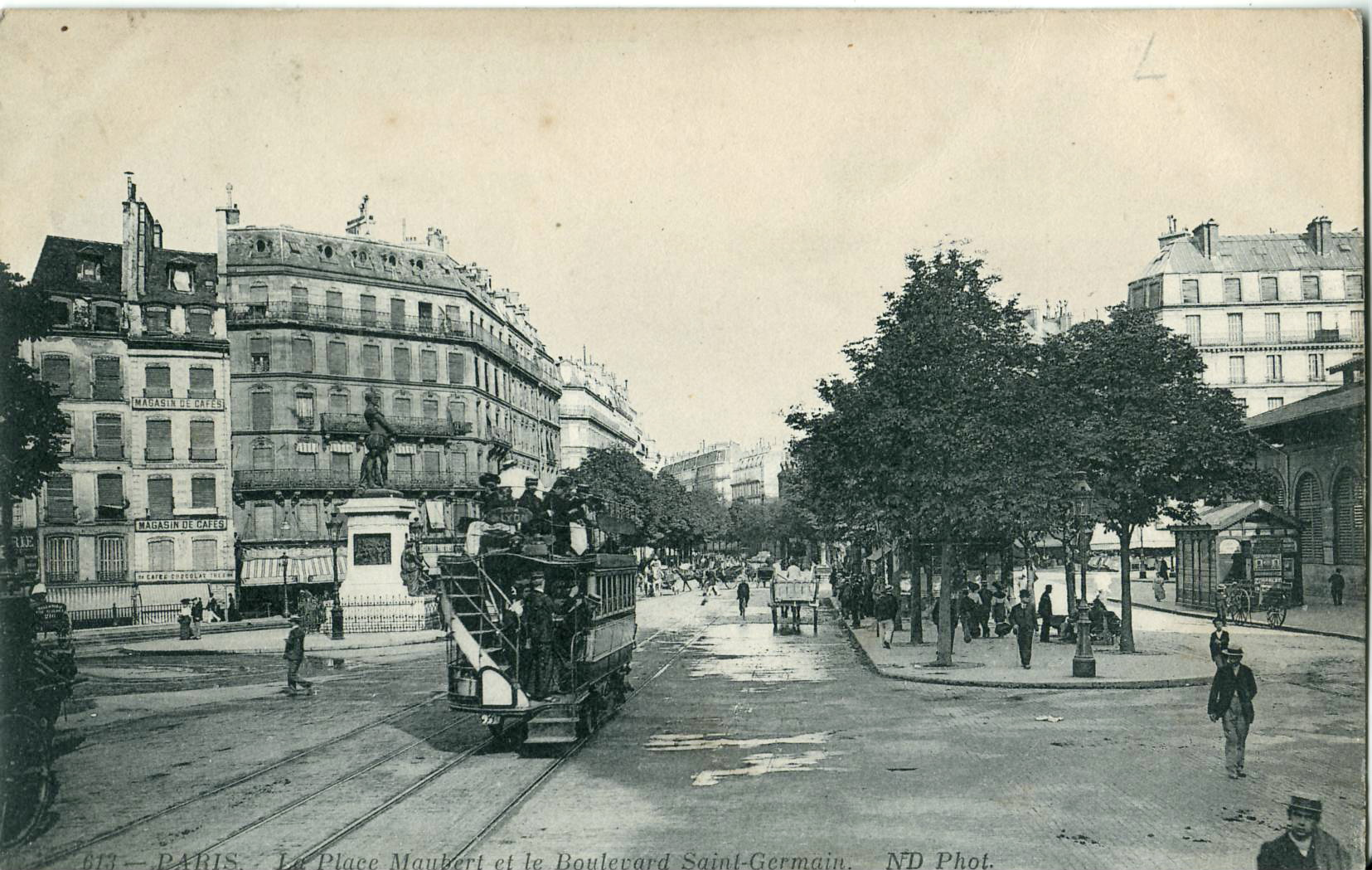
La place au début du XXe siècle, animée par les tramways à impériale de la Compagnie générale des omnibus.

### Marché de la place Maubert
Ce marché est l'un des plus vieux marchés de Paris, institué à cet endroit en 1547 après le transfert du marché Palu de l'île de la Cité devenu trop exigu. Il occupe alors la place où étaient prodigués en plein air des cours de théologie et de philosophie et a pour rôle d'approvisionner la rive gauche de la ville. Marché au pain et fruits et légumes, il sera un temps supprimé avec l'ouverture du marché des Carmessur le site tout proche de l'ancien carmel de la place Maubert en 1818, avant d'être réinstitué à la fin du XIXe siècle. Le seul vestige qui subsiste est la fontaine du Marché-aux-Carmes. Elle a été déplacée et installée dans le square Gabriel-Pierné. De nos jours, ce marché a lieu tous les mardis, jeudis, et samedis. Il est techniquement situé sur l'espace du boulevard Saint-Germain, bien que portant le nom de la place située sur l'autre côté de la voie publique.

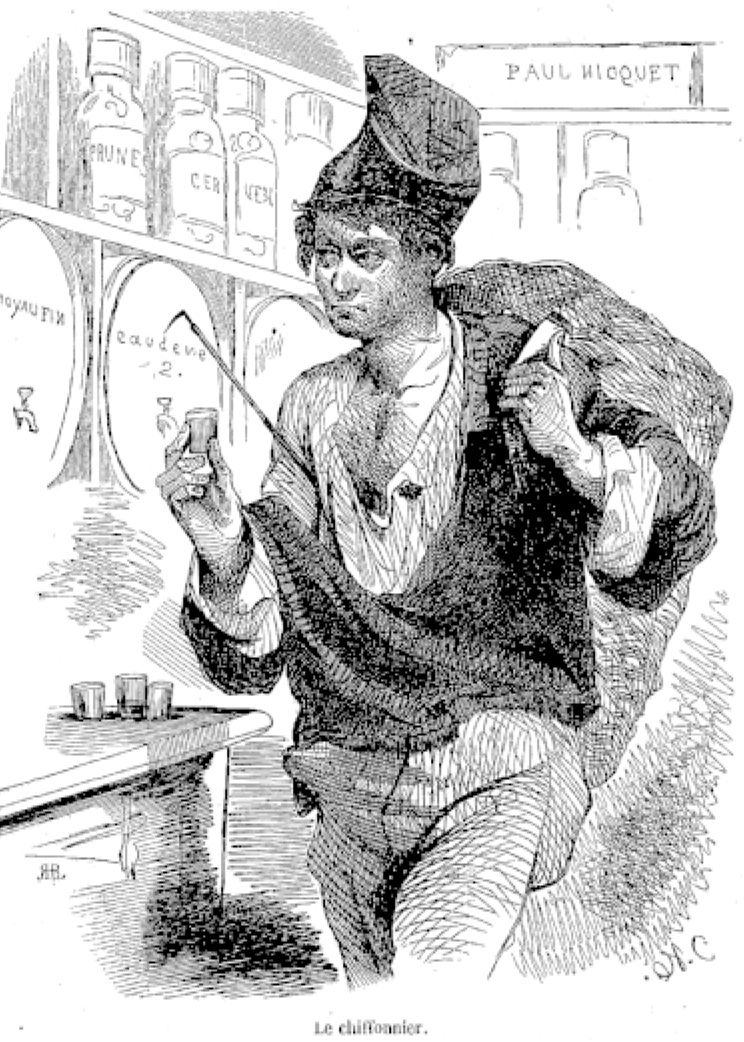
Un chiffonnier parisien (milieu du XIXe siècle).
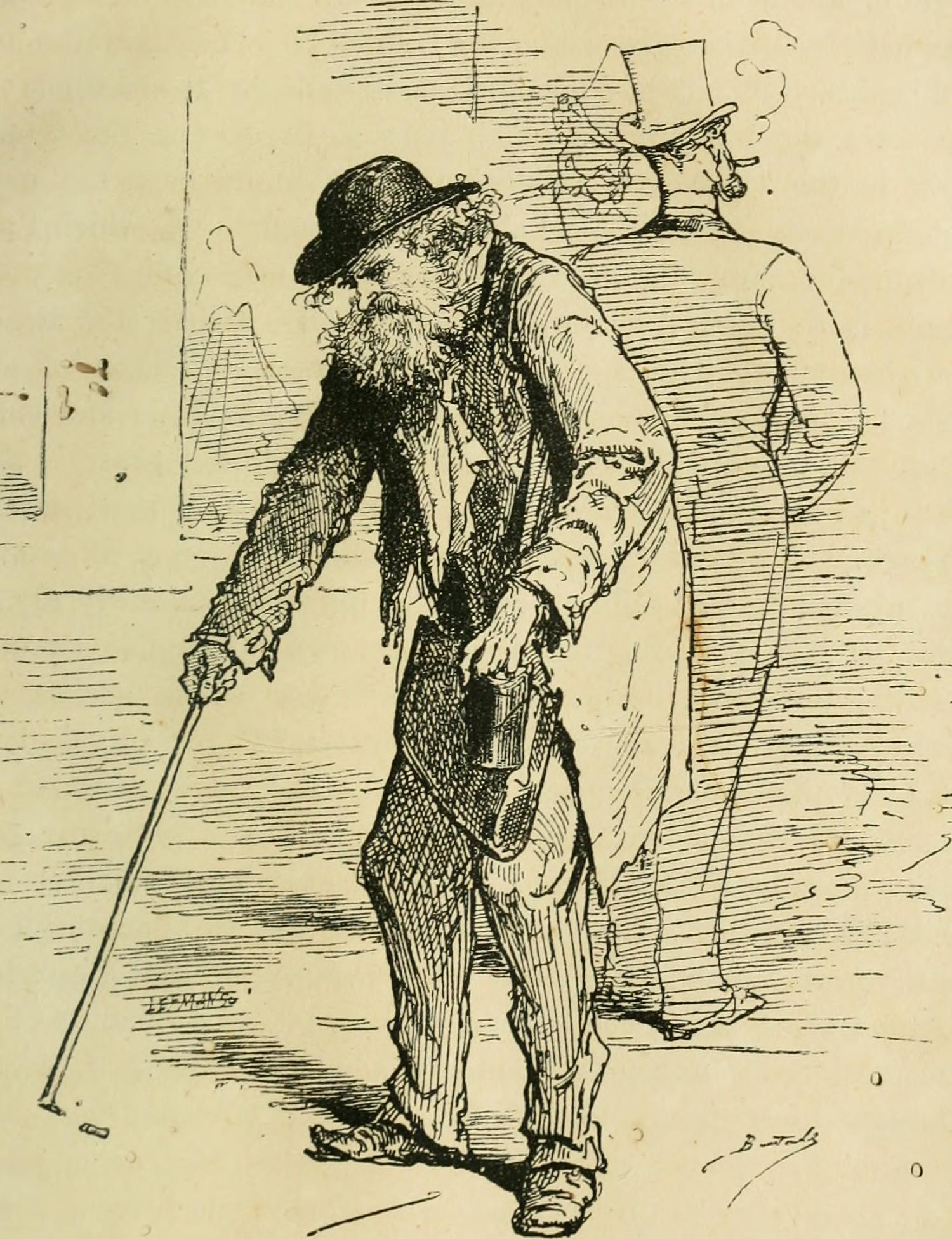
Un mégotier, ramasseur de mégots et de bouts de cigares, à Paris (seconde moitié du XIXe siècle).
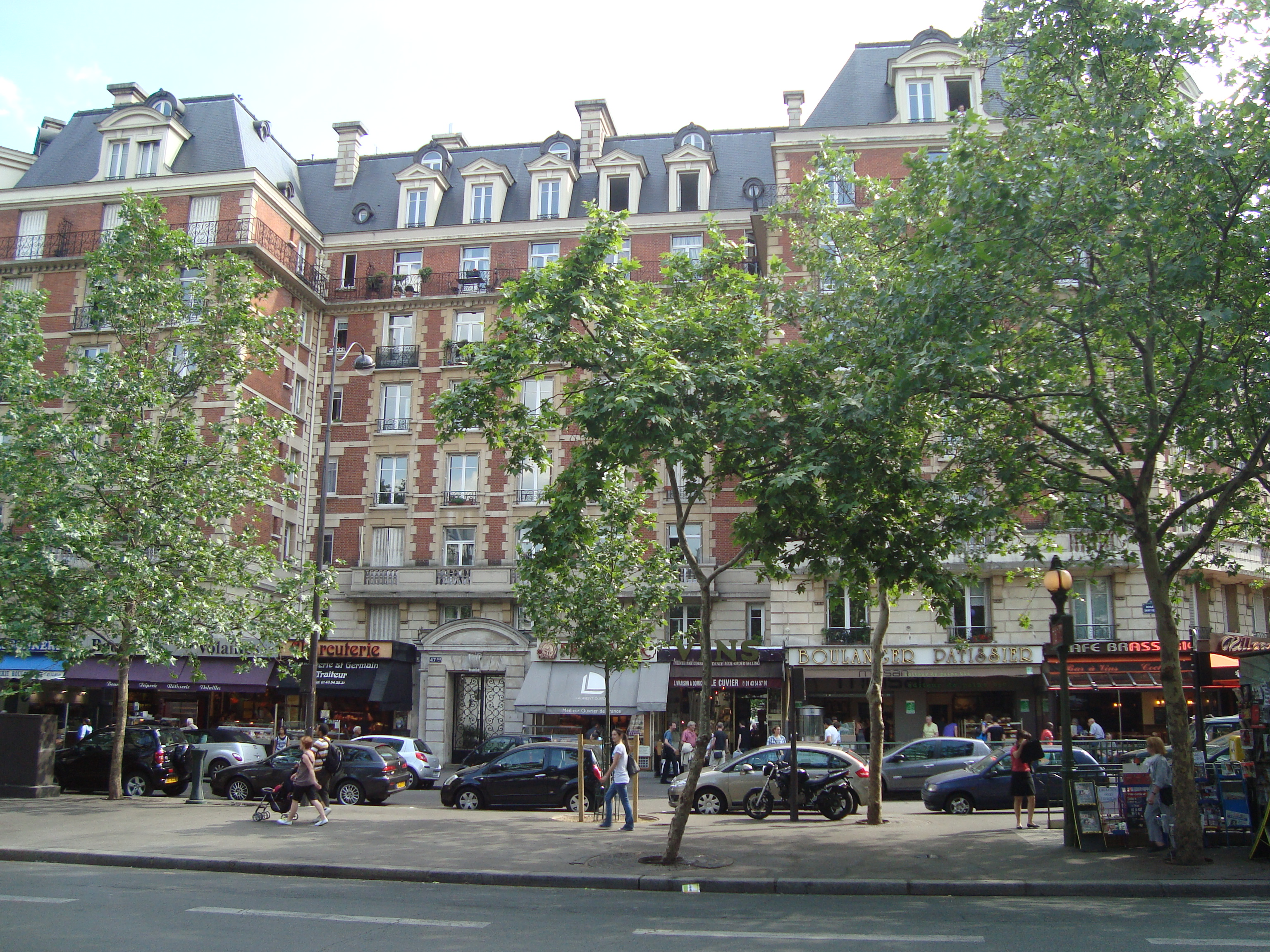
Emplacement du marché de la place Maubert, nommé ainsi bien que techniquement localisé sur le boulevard Saint-Germain.

## Les suppliciés de la place Maubert
Les suppliciés connus de la place Maubert sont, par ordre chronologique, les suivants. Cette liste n'est pas exhaustive.
- 1525 : Guillaume Joubert[28], un luthérien, étranglé et brûlé le 17 septembre 1525[29],[30]. Âgé de 28 ans environ, « licencié es loix, nommé maistre Guillaume Hubert ou Joubert, filz de l'advocat du Roi à La Rochelle, demeurant à Paris pour y apprendre la practique, après avoir été prisonnier environ 15 jours seulement, le samedy dix septiesmes fevrier, fut par le bourreau mené en un tombereau devant l'église Nostre Dame de Paris et devant l'église de Saincte Geneviève, par arest de la cour, ou il fist amende honnorable, criant mercy à Dieu, à la Vierge Marie et à madame Saincte Genneviève ; et “ce pour avoir tenu la doctrine de Luther et mesdit Dieu, de Nostre Dame et des sainctz et sainctes du Paradis”. De là il fut mené à la place Maubert où il eust la langue percée, puis fust estranglé et bruslé, mourrant neantmoins bon repentant et recongnoissant bien avoir deservi la mort »[31].
- 1529 : Louis de Berquin, pendu et brûlé avec ses livres le 16 avril 1529 ;
- 1533 : Alexandre d'Evreux, pendu et brûlé en 1533 ;
- 1534 : Jacques de la Croix dit Alexandre ou Laurent Canus[32],[33], religieux jacobin lyonnais, brûlé vif le 18 juin 1534 ;
- 1534 : Jean Pointet, chirurgien, brûlé en 1534 ;
- 1534 : Antoine Augereau, imprimeur et libraire, originaire de Fontenay-le-Comte, pendu, étranglé et brûlé le 24 décembre 1534 ;
- 1535 : Antoine Poille, maçon ;
- 1540 : Claude Lepeintre, orfèvre, brûlé vif après avoir eu la langue coupée ;
- 1545 : François Bribart, secrétaire de Jean du Bellay, brûlé vif après avoir eu la langue coupée, le 8 janvier 1545 ;
- 1546 : Pierre Chapot, démembré, étranglé et brulé, le 19 juillet 1546 ;
- 1546 : Étienne Dolet, étranglé et brûlé pour avoir imprimé des livres entachés d'hérésie le 3 août 1546 ;
- 1557 : Nicolas Clinet, condamné comme hérétique, il est brûlé vif après avoir eu la langue coupée, le 27 septembre 1557 ;
- 1557 : Taurin de Gravelle, avocat au Parlement, condamné comme hérétique, il est brûlé vif après avoir eu la langue coupée, le 27 septembre 1557 ;
- 1557 : Philippe de Luns damoiselle de Graveron en Périgueux, âgée de 23 ans[34], condamnée comme hérétique, elle est brûlée vive après avoir eu la langue coupée, flamboyée aux pieds et au visage et étranglée, le 27 septembre 1557 ;
- 1560 : Martin Lhomme[35], libraire, pendu le 15 juillet 1560 pour impressions diffamatoires ;
- 1560 : Robert Dehors, commerçant, pendu le 19 juillet 1560 pour avoir montré de la compassion au passage du cortège de Martin Lhomme ;

## Bâtiments remarquables et lieux de mémoire
- C'est à la place Maubert qu'Antoine Furetière situe les aventures des personnages burlesques, souvent des robins, de son célèbre roman satirique Le Roman bourgeois (1666).
- Angélique et Jeanneton de la place Maubert (1799) est un roman libertin de Pigault-Lebrun dont les deux protagonistes sont marchandes au marché de la place.
- Défigurée au XIXe siècle, elle garde quelques maisons anciennes, à l'angle de la rue Frédéric-Sauton.
- L'éditeur de Rabelais et lui-même auteur, philosophe et philologue Etienne Dolet (1509-1546) y est brûlé vif en 1546, à l'âge de 37 ans.
- Il existait en 1555, sur cette place, un hôtel à l'enseigne de l'Hôtel des Deux Anges. Le 25 février 1555, constitution de rente fut faite par le prévôt des marchands et les échevins de Paris en faveur de l'hôpital Saint-Jacques à la place d'une rente que le dit hôpital avait le droit de prendre sur cette maison à l'enseigne des Deux Anges[36]. Dans cette maison fut signé le contrat de mariage de Louis d'Ailleboust, futur gouverneur de Montréal et constructeur du fort de Trois-Rivières avec Barbe de Boullongne, le 6 septembre 1638[37].
- Le graveur Edme Bovinet (1767-1832) vécut au no 13[38].
- Le peintre Abel Gerbaud est né dans un immeuble de la place en 1888.